# Cowley (Alberta)
Cowley è un villaggio del Canada, situato nella provincia dell'Alberta, nella divisione No. 3.